# مدفع بوفورز 40 ملم
مدفع بوفورز 40 ملم أو مدفع بوفورز (الاسم الكامل بالسويدية: Bofors 40 mm Luftvärnsautomatkanon) هو سلاح دفاع جوي ومُضاد للطائرات على ارتفاعات مُنخَفضة ومتوسِّطة المدى، قامت شركة أيه بي بوفورز السويديّة بتصميمه في ثلاثينات القرن العشرين.
يُعَد هذا المدفع من أقدم المدافع المُعمِّرة وواحدًا من أكثر أنظمة الدفاع الجوي المتوسِّطة استخدامًا في الحرب العالميّة الثانية، سواءً من قِبَل قوات الحلفاء أو قوات المحور. كما أنه ظل يُستخدم في الحروب اللاحقة، مثل الحروب العربيّة الإسرائيليّة والحروب الهنديّة الباكستانيّة والحرب الكوريّة وحرب فيتنام والحرب الأهلية اللبنانية وحرب الخليج وحروب يوغوسلافيا. يُستَخدم المدفع أيضًا لتقديم الدعم المباشر للعناصر المُدرَّعة.

## الإنتاج

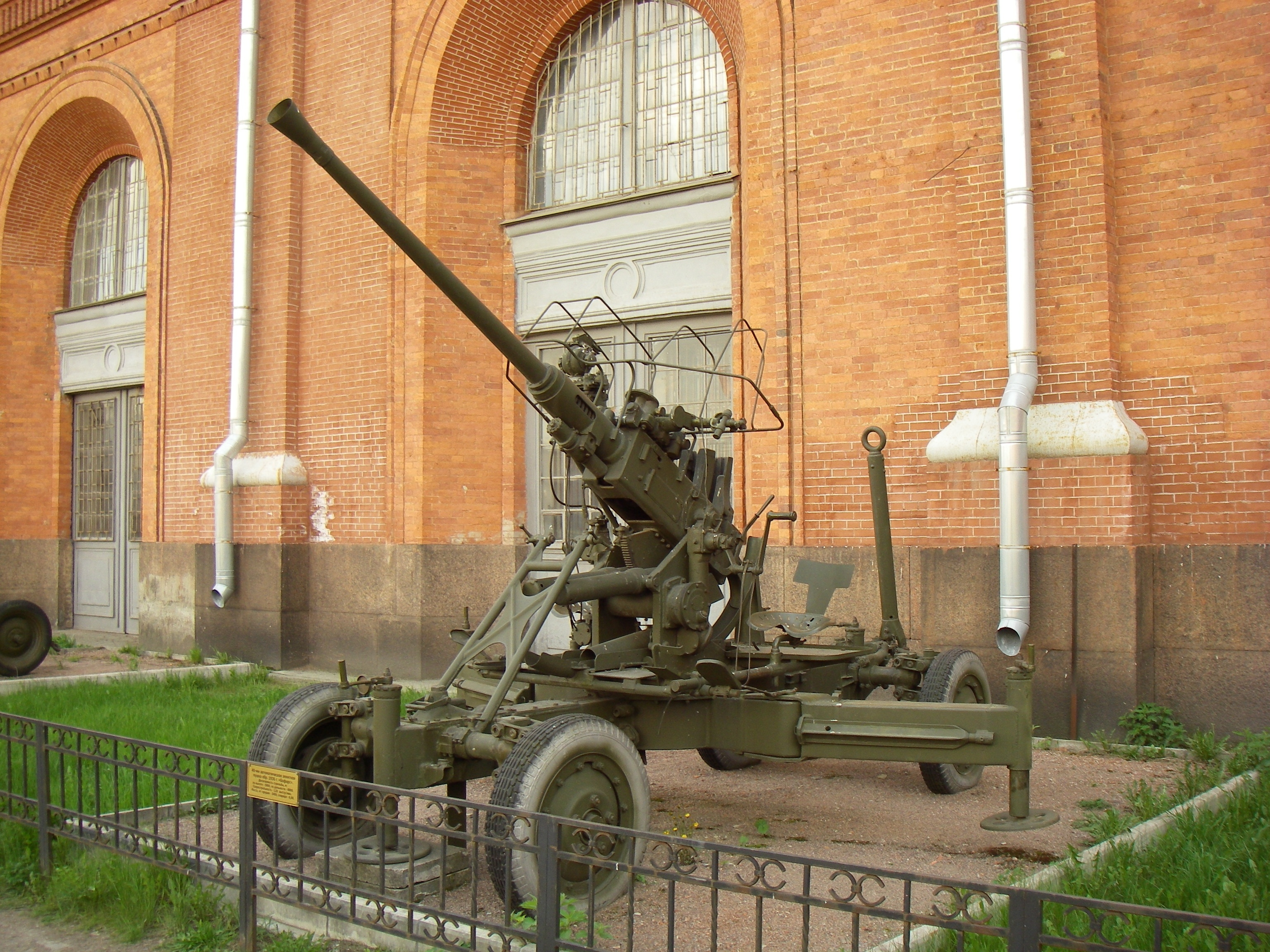
مدفع بوفورز 4 ملم معروض في سانت بطرسبرغ، روسيا.

أُنتِج من هذا المدفع نموذجان؛ الأول L/60 والثاني L/70. وقد تم البدء بإنتاجه عام 1932 في مصانع بوفورز حتى عام 2000، وكان يُصنَّع أيضًا في مصانع زاستافا للأسلحة منذ 1970، كما أنه أُنَتج في مصانع المُتَّحدة للصناعات الدفاعيّة بين 2000 و2006. أما اليوم فيُنتج في مصانع بي إيه أي سيستم منذ 2006.

## المستخدمون
- الجزائر
- الأرجنتين
- أستراليا
- النمسا
- البحرين
- بنغلاديش
- بلجيكا
- البوسنة والهرسك
- بليز
- البرازيل
- بروناي
- كمبوديا
- كندا
- تشيلي
- كرواتيا
- قبرص
- جمهورية التشيك
- الدنمارك
- جيبوتي
- جمهورية الدومينيكان
- الإكوادور
- مصر
- فنلندا
- فرنسا
- ألمانيا
- جورجيا
- غواتيمالا
- اليونان
- الهند
- إندونيسيا
- آيسلندا
- جمهورية أيرلندا
- العراق
- إسرائيل
- إيطاليا
- اليابان
- الأردن
- كينيا
- لبنان
- ليبيا
- لاتفيا
- ليتوانيا
- ماليزيا
- المكسيك
- مالطا
- الجبل الأسود
- ميانمار
- هولندا
- نيجيريا[2]
- النرويج
- نيوزيلندا
- عُمان
- باكستان
- بنما
- بابوا غينيا الجديدة
- باراغواي
- بيرو
- الفلبين
- بولندا
- البرتغال
- قطر
- السعودية
- صربيا
- سنغافورة
- السودان
- جنوب إفريقيا
- كوريا الجنوبية
- إسبانيا
- سريلانكا
- السويد
- سويسرا
- جمهورية الصين
- تايلاند
- تيمور الشرقية
- تركيا
- الإمارات العربية المتحدة
- المملكة المتحدة
- الولايات المتحدة
- الاتحاد السوفيتي[3]
- الأوروغواي
- جنوب فيتنام
- فنزويلا
- اليمن

## وصلات خارجية
- مقارنة معلومات ومواصفات مختلفة لمدفع بوفورز 40 ملم إل/70